# IC 1812
IC 1812 ist eine elliptische Galaxie vom Hubble-Typ E2 im Sternbild Eridanus am Südsternhimmel. Sie ist rund 226 Millionen Lichtjahre von der Milchstraße entfernt und hat einen Durchmesser von etwa 75.000 Lj. 

Im selben Himmelsareal befindet sich u. a. die Galaxie IC 1810.
Das Objekt wurde im Jahr 1901 von DeLisle Stewart entdeckt.